# 박신지
박신지(朴新知, 1999년 7월 16일 ~ )는 KBO 리그 두산 베어스의 투수이다.

## 아마추어 시절
경기고등학교 시절 강속구를 앞세워 주축 선수로 활약했다. 고등학교 2학년 때 150km/h의 강속구를 던지며 주목받았다.
3학년 시절에는 서울권 1차 지명 후보에 올랐지만 제구와 투구 폼, 마른 체구로 인해 1차 지명에서 지명받지 못했다. 그러나 잠재력을 인정받아 1라운드 10순위로 두산 베어스에 지명됐다.

## 두산 베어스시절
2018년에 입단하였다. 2018년 4월 22일 KIA전에서 구원 등판하며 데뷔 첫 경기를 치렀고, 경기에서 2이닝 무실점을 기록했다.

## 상무 야구단시절
2020년 6월에 입단하였다.

## 두산 베어스복귀
2021년에 복귀하였다.

## 출신 학교
- 목암초등학교 (의정부리틀)
- 서울 영동중학교
- 경기고등학교

## 통산 기록
| 연도 | 팀명  | 평균자책점 | 경기 | 완투 | 완봉 | 승 | 패 | 세 | 홀 | 승률  | 타자 | 이닝 | 피안타 | 피홈런 | 볼넷 | 사구 | 탈삼진 | 실점 | 자책점 |
| ---- | ----- | ---------- | ---- | ---- | ---- | -- | -- | -- | -- | ----- | ---- | ---- | ------ | ------ | ---- | ---- | ------ | ---- | ------ |
| 2018 | 두산  | 3.00       | 17   | 0    | 0    | 1  | 2  | 0  | 0  | 0.333 | 88   | 21   | 14     | 4      | 9    | 1    | 16     | 7    | 7      |
| 2019 | 두산  | -          | 2    | 0    | 0    | 0  | 0  | 0  | 0  | -     | 3    | 0    | 1      | 0      | 2    | 0    | 0      | 2    | 2      |
| 2020 | 두산  | 18.00      | 2    | 0    | 0    | 0  | 0  | 0  | 0  | -     | 18   | 3    | 9      | 0      | 1    | 0    | 3      | 6    | 6      |
| 2022 | 두산  | 6.71       | 29   | 0    | 0    | 1  | 6  | 0  | 0  | 0.143 | 313  | 61⅔  | 84     | 7      | 40   | 5    | 38     | 50   | 38     |
| 2023 | 두산  | 5.54       | 15   | 0    | 0    | 0  | 0  | 0  | 0  | -     | 129  | 26   | 39     | 1      | 11   | 3    | 15     | 16   | 16     |
| 2024 | 두산  | 2.08       | 6    | 0    | 0    | 0  | 1  | 0  | 0  | 0.000 | 41   | 8⅔   | 8      | 0      | 8    | 1    | 3      | 3    | 2      |
| 통산 | 7시즌 | 5.91       | 71   | 0    | 0    | 2  | 9  | 0  | 0  | 0.200 | 592  | 120⅔ | 155    | 12     | 71   | 10   | 75     | 81   | 79     |